# Liste der Staatsoberhäupter Brasiliens
Brasilien wurde am 16. Dezember 1815 zum Königreich erhoben und am 7. September 1822 als Kaiserreich unabhängig. Die Monarchen kamen aus der portugiesischen Dynastie des Hauses Braganza. Am 15. November 1889 wurde die Monarchie gestürzt, seither ist Brasilien eine Republik. Der Präsident als Staatsoberhaupt ist zugleich Regierungschef.

## Monarchie – Könige und Kaiser

### Könige
| Name       | Name | Lebensdaten | Amtszeit                          |
| ---------- | ---- | ----------- | --------------------------------- |
| Maria I.   |      | 1734–1816   | 16. Dezember 1815 – 20. März 1816 |
| Johann VI. |      | 1767–1826   | 20. März 1816 – 12. Oktober 1822  |

### Kaiser
| Name      | Name | Lebensdaten | Amtszeit                                      |
| --------- | ---- | ----------- | --------------------------------------------- |
| Peter I.  |      | 1798–1834   | 12. Oktober 1822 – 7. April 1831 (Abdankung)  |
| Peter II. |      | 1825–1891   | 7. April 1831 – 15. November 1889 (Absetzung) |

## Republik – Präsidenten
|     | Name                                                                                           | Bild | Lebensdaten                   | Amtszeit                                            | Kabinett                                            | Wahl(en)                                                                                                   |
| --- | ---------------------------------------------------------------------------------------------- | ---- | ----------------------------- | --------------------------------------------------- | --------------------------------------------------- | --- |
| 1.  | Manuel Deodoro da Fonseca                                                                      |      | 1827–1892                     | 15. November 1889 – 23. November 1891               |                                                     | 1891 |
| 2.  | Floriano Peixoto                                                                               |      | 1842–1895                     | 24. November 1891 – 15. November 1894               |                                                     | Übertragung der Vollmachten durch Fonseca 1891                                                             |
| 3.  | Prudente de Morais                                                                             |      | 1841–1902                     | 15. November 1894 – 15. November 1898               |                                                     | 1894 |
| 4.  | Manuel Ferraz de Campos Sales                                                                  |      | 1841–1913                     | 15. November 1898 – 15. November 1902               |                                                     | 1898 |
| 5.  | Francisco de Paula Rodrigues Alves                                                             |      | 1848–1919                     | 15. November 1902 – 15. November 1906               |                                                     | 1902 |
| 6.  | Afonso Augusto Moreira Pena                                                                    |      | 1847–1909                     | 15. November 1906 – 14. Juni 1909                   |                                                     | 1906 |
| 7.  | Nilo Peçanha                                                                                   |      | 1867–1924                     | 14. Juni 1909 – 15. November 1910                   |                                                     | Nachrücker als ehemaliger Vizepräsident nach dem Tod von Pena 1909                                         |
| 8.  | Hermes Rodrigues da Fonseca                                                                    |      | 1855–1923                     | 15. November 1910 – 15. November 1914               |                                                     | 1910 |
| 9.  | Venceslau Brás Pereira Gomes                                                                   |      | 1868–1966                     | 15. November 1914 – 15. November 1918               |                                                     | 1914 |
| –   | Francisco de Paula Rodrigues Alves                                                             |      | s. o.                         | verstarb vor Amtsantritt                            |                                                     | 1918 |
| 10. | Delfim Moreira da Costa Ribeiro                                                                |      | 1868–1920                     | 15. November 1918 – 28. Juli 1919                   |                                                     | Nachrücker als Vizepräsident während einer Erkrankung von Alves und vor dessen Amtseinführung und Tod 1919 |
| 11. | Epitácio da Silva Pessoa                                                                       |      | 1865–1942                     | 28. Juli 1919 – 15. November 1922                   |                                                     | 1919 |
| 12. | Artur da Silva Bernardes                                                                       |      | 1875–1955                     | 15. November 1922 – 15. November 1926               |                                                     | 1922 |
| 13. | Washington Luís Pereira de Sousa                                                               |      | 1870–1957                     | 15. November 1926 – 24. Oktober 1930                |                                                     | 1926 |
| –   | Júlio Prestes                                                                                  |      | 1882–1946                     | kein Amtsantritt (Revolution)                       |                                                     | 1930 |
| –   | Militärjunta aus: - Augusto Tasso Fragoso - José Isaías de Noronha - João de Deus Mena Barreto |      | 1869–1945 1874–1963 1874–1933 | 24. Oktober 1930 – 3. November 1930                 |                                                     | keine |
| 14. | Getúlio Vargas                                                                                 |      | 1882–1954                     | 3. November 1930 – 29. Oktober 1945                 |                                                     | 1934, 1938                                                                                                 |
| 15. | José Linhares                                                                                  |      | 1886–1957                     | 30. Oktober 1945 – 31. Januar 1946                  |                                                     | 1945 |
| 16. | Eurico Gaspar Dutra                                                                            |      | 1885–1974                     | 31. Januar 1946 – 31. Januar 1951                   |                                                     | |
| 17. | Getúlio Vargas                                                                                 |      | s. o.                         | 31. Januar 1951 – 24. August 1954                   |                                                     | 1950 |
| 18. | João Café Filho                                                                                |      | 1899–1970                     | 24. August 1954 – 8. November 1955                  |                                                     | |
| 19. | Carlos Coimbra da Luz                                                                          |      | 1894–1961                     | 8. November 1955 – 11. November 1955                |                                                     | |
| 20. | Nereu Ramos                                                                                    |      | 1889–1958                     | 11. November 1955 – 31. Januar 1956                 |                                                     | |
| 21. | Juscelino Kubitschek                                                                           |      | 1902–1976                     | 31. Januar 1956 – 31. Januar 1961                   |                                                     | 1955 |
| 22. | Jânio Quadros                                                                                  |      | 1917–1992                     | 31. Januar 1961 – 25. August 1961                   |                                                     | |
| 23. | Pascoal Ranieri Mazzilli                                                                       |      | 1910–1975                     | 25. August 1961 – 7. September 1961                 |                                                     | |
| 24. | João Belchior Marques Goulart                                                                  |      | 1919–1976                     | 7. September 1961 – 2. April 1964 (Amtsenthebung)   |                                                     | 1960 |
| 25. | Pascoal Ranieri Mazzilli                                                                       |      | 1910–1975                     | 2. April 1964 – 15. April 1964                      |                                                     | |
| 26. | Humberto de Alencar Castelo Branco                                                             |      | 1897–1967                     | 15. April 1964 – 15. März 1967                      |                                                     | 1964, 1966                                                                                                 |
| 27. | Artur da Costa e Silva                                                                         |      | 1899–1969                     | 15. März 1967 – 31. August 1969                     | Kabinett Costa e Silva                              | |
| –   | Pedro Aleixo                                                                                   |      | 1901–1975                     | laut Verfassung als Vizepräsident (Militärdiktatur) |                                                     | |
| –   | Militärjunta aus: - Aurélio de Lira Tavares - Márcio de Souza Mello - Augusto Rademaker        |      | 1905–1998 1906–1991 1905–1985 | 31. August 1969 – 30. Oktober 1969                  |                                                     | keine |
| 28. | Emílio Garrastazu Médici                                                                       |      | 1905–1985                     | 30. Oktober 1969 – 15. März 1974                    |                                                     | 1969 |
| 29. | Ernesto Geisel                                                                                 |      | 1907–1996                     | 15. März 1974 – 15. März 1979                       |                                                     | 1974 |
| 30. | João Baptista de Oliveira Figueiredo                                                           |      | 1918–1999                     | 15. März 1979 – 15. März 1985                       |                                                     | 1978 |
| –   | Tancredo de Almeida Neves                                                                      |      | 1910–1985                     | verstarb vor Amtsantritt                            |                                                     | 1985 |
| 31. | José Sarney                                                                                    |      | * 1930                        | 15. März 1985 – 15. März 1990                       |                                                     | Nachrücker als Vizepräsident während einer Erkrankung von Neves und vor dessen Amtseinführung und Tod 1985 |
| 32. | Fernando Collor de Mello                                                                       |      | * 1949                        | 15. März 1990 – 29. Dezember 1992                   |                                                     | 1989 |
| 33. | Itamar Franco                                                                                  |      | 1930–2011                     | 29. Dezember 1992 – 1. Januar 1995                  |                                                     | |
| 34. | Fernando Henrique Cardoso                                                                      |      | * 1931                        | 1. Januar 1995 – 1. Januar 2003                     |                                                     | 1994, 1998                                                                                                 |
| 35. | Luiz Inácio Lula da Silva                                                                      |      | * 1945                        | 1. Januar 2003 – 1. Januar 2011                     | Kabinett Lula da Silva I, Kabinett Lula da Silva II | 2002, 2006                                                                                                 |
| 36. | Dilma Rousseff                                                                                 |      | * 1947                        | 1. Januar 2011 – 31. August 2016 (Amtsenthebung)    | Kabinett Rousseff I, Kabinett Rousseff II           | 2010, 2014                                                                                                 |
| 37. | Michel Temer                                                                                   |      | * 1940                        | 31. August 2016 – 1. Januar 2019                    | Kabinett Temer                                      | |
| 38. | Jair Bolsonaro                                                                                 |      | * 1955                        | 1. Januar 2019 – 1. Januar 2023                     | Kabinett Bolsonaro                                  | 2018 |
| 39. | Luiz Inácio Lula da Silva                                                                      |      | * 1945                        | seit 1. Januar 2023                                 | Kabinett Lula da Silva III                          | 2022 |